# Аркит
Аркит (азерб. Ərkit, таб. АхьитI) — село вТабасаранском районе Дагестана. Административный центр сельского поселения «Сельсовет „Аркитский“».

## Географическое положение
Расположено в 6 км к востоку от районного центра села Хучни.

## Население
| 1895 | 1926 | 1939 | 1970 | 1989 | 2002 | 2010 |
| ---- | ---- | ---- | ---- | ---- | ---- | ---- |
| 404  | ↗422 | ↗520 | ↗662 | ↘569 | ↗790 | ↘608 |
| 2021 |      |      |      |      |      |      |
| ↘592 |      |      |      |      |      |      |

 Согласно немецкому лингвисту и этнографу А. Дирр и этнографу Л. И. Лавров в селе проживают азербайджанцы.

## Инфраструктура

### Здравоохранение
- Фельдшерский пункт.[10]